# 소조색
소조색(所造色, 산스크리트어: uppādāya-rupa, 영어: derived matter)은 문자 그대로의 뜻은 "만들어진 물질"로, 지(地) · 수(水) · 화(火) · 풍(風)의 4대종(四大種: 4대 원소, Four primary elements)에 의해 만들어진 모든 물질(色法)을 통칭한다. 소조(所造)라고도 한다. 소조색은 4대종과는 다른 물질이다. 예를 들어, 5근(五根)은 4대종에 의해 만들어진 소조색이며, 4대종을 통칭하여 능조색(能造色: 만드는 물질)이라고 한다.
부파불교의 설일체유부의 논서 《아비달마품류족론》에 따르면, 소조색은 안 · 이 · 비 · 설 · 신의 5근(五根)과 색 · 성 · 향 · 미의 4경(四境)과 '촉경의 일부'와 무표색을 말한다. 여기서, '촉경의 일부'는 능조색인 4대종이 촉경에 포함되므로 4대종을 제외한 나머지 촉경 전체를 가리킨다.

## 참고 문헌
- 곽철환 (2003). 《시공 불교사전》. 시공사 / 네이버 지식백과. |title=에 외부 링크가 있음 (도움말)
- 미륵 지음, 현장 한역, 강명희 번역 (K.614, T.1579). 《유가사지론》. 한글대장경 검색시스템 - 전자불전연구소 / 동국역경원. K.570(15-465), T.1579(30-279). |title=에 외부 링크가 있음 (도움말)
- 세친 지음, 현장 한역, 권오민 번역 (K.955, T.1558). 《아비달마구사론》. 한글대장경 검색시스템 - 전자불전연구소 / 동국역경원. K.955(27-453), T.1558(29-1). |title=에 외부 링크가 있음 (도움말)
- 운허.  동국역경원 편집, 편집. 《불교 사전》. |title=에 외부 링크가 있음 (도움말)
- (영어) DDB. 《Digital Dictionary of Buddhism (電子佛敎辭典)》. Edited by A. Charles Muller. |title=에 외부 링크가 있음 (도움말)
- (중국어) 미륵 조, 현장 한역 (T.1579). 《유가사지론(瑜伽師地論)》. 대정신수대장경. T30, No. 1579. CBETA. |title=에 외부 링크가 있음 (도움말)
- (중국어) 佛門網. 《佛學辭典(불학사전)》. |title=에 외부 링크가 있음 (도움말)
- (중국어) 星雲. 《佛光大辭典(불광대사전)》 3판. |title=에 외부 링크가 있음 (도움말)
- (중국어) 세친 조, 현장 한역 (T.1558). 《아비달마구사론(阿毘達磨俱舍論)》. 대정신수대장경. T29, No. 1558, CBETA. |title=에 외부 링크가 있음 (도움말)